# Lewis Bayly
Lewis Bayly (né peut-être à Carmarthen, Pays de Galles, ou à Biggar en Écosse, année inconnue ; mort à Bangor, au Pays de Galles, le 26 octobre 1631) est un évêque anglican. 

## Biographie
Il poursuit des études à Oxford, devient vicaire à Evesham dans le Worcestershire, et probablement parvient, en 1604, à la fonction de recteur de l'église St Matthew, rue du Vendredi, à Londres. Il est aussi le chapelain du prince de Galles Henri-Frédéric Stuart (mort en 1612), et par la suite chapelain du roi d'Angleterre Jacques Ier, qui, en 1616, l'élève à la charge d'évêque de Bangor. Il est un ardent puritain.

## Œuvres
Le plus célèbre ouvrage de Bayly reste son livre La pratique de la piété (The Practice of Piety, directing a Christian how to walk that he may please God) (date de première édition inconnue ; 3e édition, Londres, 1613 ; réimprimé sous  (ISBN 1-877611-66-2). Il atteint sa 74e édition en 1821 et est traduit en français, allemand, italien, polonais, romanche, gallois et même dans la langue des amérindiens du Massachusetts. C'est un des deux ouvrages que la femme de John Bunyan posséda ; l'autre est celui de Arthur Dent (théologien), Plain Man's Pathway to Heaven  (ISBN 1-877611-69-7) et c'est par l'ouvrage de Bayly que Bunyan est converti.